# Brewster, Nebraska
Brewster är administrativ huvudort i Blaine County i Nebraska. Orten har fått sitt namn efter grundaren George W. Brewster. Enligt 2020 års folkräkning hade Brewster 12 invånare.